# Necati Ateş
Necati Ateş [nɛdʒati atɛʃ] (* 3. Januar 1980 in Izmir) ist ein ehemaliger türkischer Fußballspieler.

## Karriere

### Vereine
Ateş begann seine Karriere in der Saison 1997/98 bei Altay İzmir. Sein Debüt gab er am 18. Januar 1998 gegen Bursaspor. Ateş wurde in dieser Partie in der 53. Spielminute eingewechselt. Sein erstes Tor in der Süper Lig erzielte er in der gleichen Saison gegen Samsunspor am 23. März 1998. Die Rückrunde der Saison 1999/2000 spielte der Stürmer auf Leihbasis für Aydınspor. Im Sommer 2001 wechselte Ateş zu Adanaspor.
In seiner ersten Saison für Adanaspor erzielte er in 32 Spielen 17 Tore. Ateş bestätigt seine Leistung auch in der nächsten Saison, er wurde mit 18 Toren in der Saison 2002/03 zweitbester Torschütze der Süper Lig. Galatasaray Istanbul verpflichtete den Stürmer in der Winterpause der Saison 2003/04. Bei Galatasaray feierte er mit dem Gewinn des türkischen Pokals seinen ersten Titel. Im Finale gegen Fenerbahçe Istanbul traf Ateş zum 2:0, die Partie endete mit 5:1. In der Spielzeit 2005/06 wurde er bei Galatasaray Istanbul zum ersten Mal türkischer Meister. Er selbst war in dieser Spielzeit mit seinen 18 Toren der erfolgreichste Torschütze und Leistungsträger seiner Mannschaft. 2006/07 wurde Galatasaray Dritter. Galatasaray verpflichtete im Sommer 2007 Karl-Heinz Feldkamp als Trainer und für Necati Ateş war die Zeit bei Galatasaray Istanbul abgelaufen.
Feldkamp plante ohne den Stürmer. Ateş spielte 2007/08 auf Leihbasis für Ankaraspor und Istanbul Büyükşehir Belediyespor. Die Saison 2008/09 erhielt er unter Michael Skibbe ebenfalls keinen Platz in der Mannschaft und wechselte erneut auf Leihbasis die Mannschaft. Er ging nach Spanien zum Zweitligisten Real Sociedad. Ateş kehrte am Ende der Saison zurück in die Türkei. Necati Ateş verließ Galatasaray endgültig und unterschrieb beim Ligakonkurrenten Medical Park Antalyaspor.
Für Antalyaspor spielte Ateş zweieinhalb Jahre. Am 1. Februar 2012 kehrte der Stürmer zurück zu Galatasaray Istanbul. Er erhielt einen Vertrag bis zum Saisonende und wurde in der Sommerpause um zwei Jahre verlängert.
Bereits nach einer halben Spielzeit wechselte Ateş, aufgrund der Vielzahl an Stürmern in der Mannschaft, vor Transferschluss zum Ligarivalen Eskişehirspor. In seiner ersten Saison für Eskişehirspor würde er vom Cheftrainer Ersun Yanal in der Stammformation eingesetzt und avancierte schnell zu einem Leistungsträger. Die Saison beendete er mit zwölf Saisontoren als erfolgreichster Torschütze seines Vereins. In der Saison 2013/14 verlor er unter dem neuen Cheftrainer Ertuğrul Sağlam seinen Stammplatz. Sağlam setzte Ateş zwar in nahezu allen Pflichtspielbegegnungen ein, jedoch nur in 16 dieser Partien von Anfang an. Mit seinem Verein erreichte er zwar das Finale des Türkischen Pokals, unterlag aber hier mit seiner Mannschaft seinem früheren Verein Galatasaray mit 0:1. Nachdem zuletzt sein Verein mehrere Gehaltszahlungen an Ateş nicht gezahlt hatte, zog dieser eine Vertragsklausel und löste seinen noch laufenden Vertrag einseitig auf. Sein Verein behauptete das Gegenteil und kündigte juristische Konsequenzen an.
Zur Saison 2014/15 heuerte Ateş beim Erstligisten Kayseri Erciyesspor an und unterschrieb hier einen Zweijahresvertrag.
Im Sommer 2015 heuerte beim Zweitligisten Karşıyaka SK und kehrte damit nach 14 Jahren in seine Heimatstadt Izmir zurück. Am 9. September 2016 gab Ateş sein Karriereende bekannt.

### Nationalmannschaft
Ateş' Nationalmannschaftskarriere startete 1998 mit einer Nominierung für die türkische U17-Nationalmannschaft. Hier saß er bei zwei Testspielen gegen die rumänische U17 auf der Ersatzbank und blieb ohne Einsatz. Im selben Jahr wurde er auch für die türkische U18-Auswahl nominiert und absolvierte für diese acht Spiele. 1999 spielte er dann für die türkische U19-Nationalmannschaft. 2001 nahm er mit der türkische U20-Nationalmannschaft an den Mittelmeerspielen in Tunis teil und erreichte mit seinem Team das Halbfinale. Im gleichen Jahr debütierte er auch für die türkische U21-Nationalmannschaft.
Es folgte seine Nominierung für die (von 2002 bis 2015 bestehende) A2-Nationalmannschaft, für die er am 6. September 2002 in Mönchengladbach debütierte und mit zwei Toren für den 2:1-Sieg über die deutsche Perspektivmannschaft Team 2006 sorgte.
Sein Debüt für die A-Nationalmannschaft gab er 2003 im Wettbewerb um den Confed Cup, in dem er drei Spiele bestritt, jedoch torlos blieb. Sein erstes Tor erzielte er am 26. März 2005 in Istanbul beim 2:0-Sieg über die Nationalmannschaft Albaniens mit dem Treffer zum 1:0 in der dritten Minute per Strafstoß im sechsten Spiel der Qualifikationsgruppe 2 für die Weltmeisterschaft 2006.

## Erfolge
Mit Galatasaray Istanbul
- Türkischer Meister: 2005/06, 2011/12
- Türkischer Pokalsieger: 2004/05
- Türkischer Supercup-Sieger: 2012

Mit Eskişehirspor
- Türkischer Pokalfinalist: 2013/14

Mit der türkischen U-20-Nationalmannschaft
- Halbfinalist der Mittelmeerspiele: 2001

Mit der türkischen Nationalmannschaft
- Dritter des FIFA-Konföderationen-Pokals: 2003

Individuell
- 100er-Klub-Mitglied der Süper Lig